# Oberes Gericht des Landes
In der deutschen Gerichtsverfassung wird als oberes Gericht des Landes (oberes Landesgericht oder kurz Obergericht) das in einer der fünf Fachgerichtsbarkeiten höchste Gericht eines der 16 Länder genannt.
Obere Gerichte der Länder der Bundesrepublik Deutschland sind gegenwärtig (2017)
- für die ordentliche Gerichtsbarkeit die 24 Oberlandesgerichte und das Bayerische Oberste Landesgericht,
- für die Arbeitsgerichtsbarkeit die 18 Landesarbeitsgerichte,
- für die Verwaltungsgerichtsbarkeit die 15 Oberverwaltungsgerichte,
- für die Sozialgerichtsbarkeit die 14 Landessozialgerichte,
- für die Finanzgerichtsbarkeit die 18 Finanzgerichte.

Zu Namen und Sitz dieser Gerichte siehe Liste deutscher Gerichte, zu Namen und Sitz historischer Obergerichte siehe Liste historischer deutscher Gerichte.
Außerhalb der Fachgerichtsbarkeiten stehen die Landesverfassungsgerichte.